# Lanton, Gironde

Lanton este o comună în departamentul Gironde din sud-vestul Franței. În 2009 avea o populație de 6.162 de locuitori.

## Evoluția populației
| An        | 1975  | 1982  | 1990  | 1999  | 2006  | 2009  |
| --------- | ----- | ----- | ----- | ----- | ----- | ----- |
| Populație | 1.668 | 2.535 | 3.734 | 4.962 | 5.866 | 6.162 |